# Zorius funereus
Zorius funereus är en skalbaggsart som först beskrevs av Schmidt 1890.  Zorius funereus ingår i släktet Zorius och familjen stumpbaggar. Inga underarter finns listade i Catalogue of Life.